# Acacia guarensis
Acacia guarensis là một loài thực vật có hoa trong họ Đậu. Loài này được L. Cárdenas & F. García mô tả khoa học đầu tiên năm 2000.